# Kay Carberry
Kay Carberry, baronne Carberry de Muswell Hill, (née le 19 octobre 1950), est une syndicaliste britannique et pair à vie. Elle est secrétaire générale adjointe du Trades Union Congress (TUC) de 2003 à 2016.

## Biographie
Carberry étudie à la Royal Naval School Tal-Handaq à Malte, puis à l'Université du Sussex. Elle travaille comme enseignante pendant trois ans et s'implique au sein du Syndicat national des enseignants (NUT), où elle trouve un emploi comme chercheuse. Elle commence à travailler pour le TUC en 1978 et en 1988, elle est nommée première responsable de son département pour l'égalité des droits. En 2003, elle est nommée au poste vacant de secrétaire générale adjointe du TUC.
Carberry occupe plusieurs autres postes. Elle est commissaire à la Commission pour l’égalité et les droits de l’homme et à la Commission pour l’égalité des chances. Elle est commissaire de la Low Pay Commission, membre du conseil d'administration de Transport for London, administratrice du People's History Museum, directrice de TU Fund Managers, membre suppléant du Takeover Panel et membre honoraire du St Hugh's College d'Oxford.
En 2007, Carberry est nommé CBE. Elle prend sa retraite du TUC en 2016.